# Desmostyli
Desmostylia jsou vyhynulý řád mořských savců obsahující čtyři druhy známé z fosilních záznamů pozdního oligocénu a miocénu. Ze zubních profilů a stavby kostry je odhadováno, že Desmostylia byla býložravá obojživelná zvířata žijící na pobřeží. Jejich nejbližší žijící příbuzní jsou členové řádu chobotnatců a sirén.[zdroj⁠?!]
Desmostylia dorůstali až 1,8 metrů do délky a předpokládá se, že vážili i více než 200 kg. Desmostylus byl poprvé popsán americkým paleontologem Othnielem Marshem v roce 1888. Desmostylus se skládá z řeckých slov desmos, znamená pouto a stylos což znamená sloupec nebo pilíř.